# Олимпийски футболен отбор на България
Олимпийският отбор по футбол на България представя страната на Летни олимпийски игри. Този тим се нарича също така и Национален отбор по футбол на България за младежи до 23 години, поради спецификата на олимпийския футболен турнир, който от 1992 година допуска футболисти само в тази възрастова граница. Отборът има общо 14 изиграни мача на олимпийски игри в периода от 1924 до 1968 година.
Първият мач на този отбор е на 28 май в Коломб, Франция, където отборът губи от Ирландия с 1 – 0. Най-голямата победа е в мач срещу Тайланд на 14 октомври 1968 година завършил 7 – 0.
Последният към този момент мач на отбора отново е на олимпийските игри в Мексико през 1968. Там тимът играе финал срещу Унгария, който губи с 4 – 1.

## Резултати
| Домакин – Година | Резултат     | ИМ | П | Р | З | ОГ | ПГ |
| ---------------- | ------------ | -- | - | - | - | -- | -- |
| 1924             | Групова фаза | 1  | 0 | 0 | 1 | 0  | 1  |
| 1952             | Групова фаза | 1  | 0 | 0 | 1 | 1  | 2  |
| 1956             | Полуфинал    | 3  | 2 | 0 | 1 | 10 | 3  |
| 1960             | Групова фаза | 3  | 2 | 1 | 0 | 8  | 3  |
| 1968             | Второ място  | 6  | 3 | 2 | 1 | 16 | 10 |
| Общо             | 5/23         | 14 | 7 | 3 | 4 | 35 | 19 |